# Charles J. Gilman

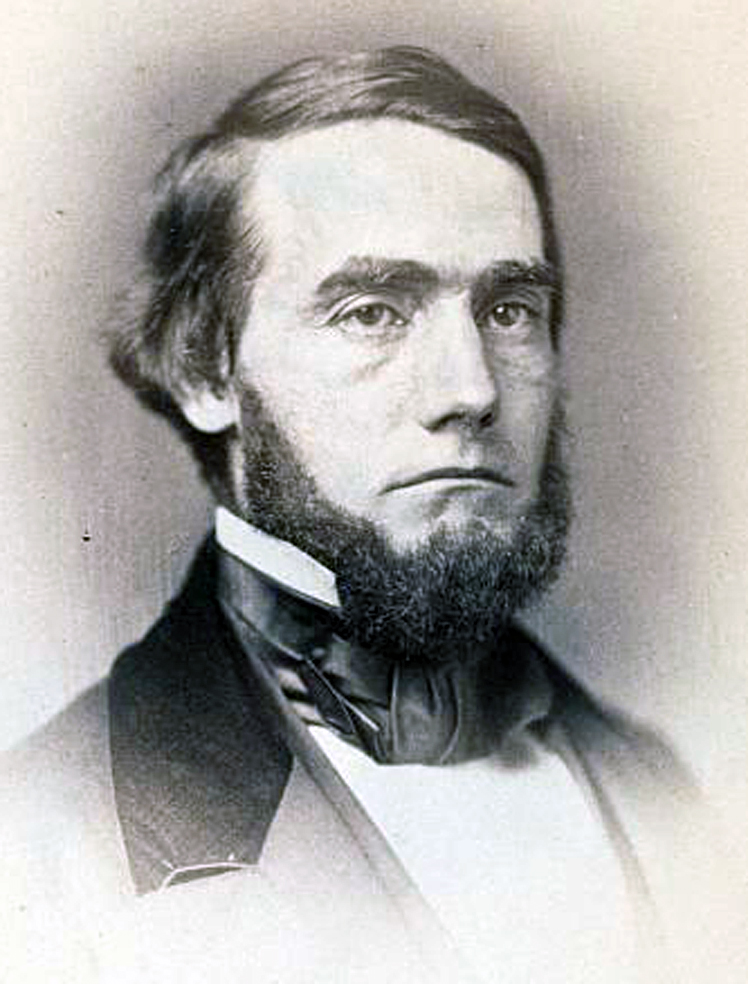
Charles J. Gilman (1859)

Charles Jervis Gilman (* 26. Februar 1824 in Exeter, New Hampshire; † 5. Februar 1901 in Brunswick, Maine) war ein US-amerikanischer Politiker. Von 1857 bis 1859 vertrat er den Bundesstaat Maine im US-Repräsentantenhaus.

## Werdegang
Charles Gilman genoss eine gute Schulausbildung und studierte an der Phillips Exeter Academy in seinem Geburtsort Exeter. Nach einem anschließenden Jurastudium an der Harvard University und seiner im Jahr 1850 erfolgten Zulassung als Rechtsanwalt begann er in Exeter in seinem neuen Beruf zu arbeiten. Politisch war er Mitglied der Whig Party. In den Jahren 1851 und 1852 saß Gilman als Abgeordneter im Repräsentantenhaus von New Hampshire. Danach verlegte er seinen Wohnsitz und seine Anwaltskanzlei nach Brunswick in Maine. Auch dort wurde er politisch tätig. In den Jahren 1854 und 1855 war er Abgeordneter im Repräsentantenhaus dieses Staates. In Maine gehörte er auch dem regionalen Vorstand der Whigs an. Nachdem sich diese Mitte der 1850er Jahre aufgelöst hatten, wurde Gilman Mitglied der 1854 gegründeten Republikanischen Partei.
1856 wurde er als deren Kandidat im zweiten Wahlbezirk von Maine in das US-Repräsentantenhaus in Washington, D.C. gewählt. Dort trat er am 4. März 1857 die Nachfolge von John J. Perry an, der nicht mehr kandidiert hatte. Da Gilman selbst im Jahr 1858 auf eine weitere Kandidatur verzichtete, konnte er bis zum 3. März 1859 nur eine Legislaturperiode im Kongress absolvieren. Diese war von den Diskussionen im Vorfeld des Bürgerkrieges geprägt. Nach seinem Ausscheiden aus dem Kongress fiel sein Mandat wieder an seinen Vorgänger John Perry, der inzwischen auch Mitglied der Republikaner geworden war. Im Jahr 1860 war Gilman Delegierter zur Republican National Convention in Chicago, auf der Abraham Lincoln als Präsidentschaftskandidat nominiert wurde. In den folgenden Jahrzehnten zog er sich aus der Politik zurück. Er kümmerte sich um Probleme der Wasserversorgung und anderer öffentlicher Einrichtungen. Charles Gilman starb am 5. Februar 1901 in Brunswick und wurde dort auch beigesetzt.
Er war ein Großneffe von John Taylor Gilman (1753–1828), der Delegierter zum Kontinentalkongress und Gouverneur von New Hampshire war. Ein anderer Großonkel von Charles Gilman war Nicholas Gilman (1755–1814), der den Staat New Hampshire zunächst im Kontinentalkongress und dann zwischen 1789 und 1814 in beiden Kammern des Kongresses vertrat.